# HD 166411
HD 166411，又名BD+30 3138，SAO 66682、HR 6799，是一颗恒星，视星等为6.38，位于銀經57.04，銀緯21.83，其B1900.0坐标为赤經18h 5m 20.7s，赤緯+30° 21.83′ 53″。